# Friedrich Burgmüller
Johann Friedrich Franz Burgmüller, född 4 december 1806 i Regensburg, död 13 februari 1874 i Beaulieu vid Marolles-en-Hurepoix, Essonne, var en tysk tonsättare. Han var bror till Norbert Burgmüller.  
Burgmüller blev bland pianister främst känd genom sina Kinder-Etüden.